# 克里姆林宮兵工廠
克里姆林宮兵工廠（俄语：Арсенал Московского Кремля）是位於莫斯科克林姆林宮內的一個軍火庫。现为克里姆林宫总统警卫团驻地。

## 历史
克林姆林宮兵工廠創建於1736年。和克里姆林宫军械库不同的是，克林姆林宮兵工廠現在仍用於軍事用途。克林姆林宮兵工廠高24（79英尺），長300（980英尺），外表被塗上黃色油漆。克林姆林宮兵工廠現在禁止遊客參觀。